# Ernesta Di Capua
Ernesta Di Capua (Roma, 26 de julio de 1875 - Auschwitz, 23 de octubre de 1943) fue una botánica, taxónoma, y exploradora italiana, deportada a Auschwitz y gaseada, por su ascendencia judía.
Publicaba en el Anuario del Instituto Real Botánico en Roma.

## Biografía
Era una de los siete hijos (seis mujeres y un varón) de Abramo Alberto Di Capua y de Emilia Di Capua, ambos judíos. En Eritrea, entonces una colonia de Italia, junto con Luigi Buscalioni (1863-1954) estudiaron el origen y la diferenciación de los elementos vasculares primarios en la raíz de las monocotiledóneas, y se enfrentaron más tarde, en colaboración con Michael Puglisi, al fenómeno teratológico transmitido de fasciaciones de Bunias orientalis. Ella y varios botánicos italianos, entre los cuales otras tres botánicas: Riccarda Almagia, Beatrice Armari y Eva Boselli, participaron en el ambicioso proyecto de Pietro Romualdo Pirotta (1853-1936), catedrático de Botánica de la Universidad de Roma, para trabajar en la publicación de la flora completa de la colonia de Eritrea. De acuerdo con el plan original sería dividida en tres partes, pero finalmente solo se llegó a imprimir los tres primeros capítulos, que fueron publicados en un Anuario, entre 1903 y 1908. Había sesenta y dos familias estudiadas en el trabajo, en el que participaron Pirotta, Emilio Chiovenda, Riccarda Almagia, Beatrice Armari, Ernesta Di Capua, Paolo Boselli y Fabrizio Cortesi.
Se casó con Paolo D'Arco (1881-1971). Emilio Chiovenda le dedicó en 1912 una nueva especie: Spathulopetalum dicapuae (ahora Caralluma dicapuae).

### La Shoa
El 16 de octubre de 1943 fue arrestada en el Colegio Militar de Roma, junto con hermanos, sobrinos, tíos, y primos: Amadio, Angelo, Annita, Chighino, Clotilde, Elisabetta Margherita, Elvira, Enrica, Gilda, Mosè, Pacifico, Pia, Rina, Rosa, Rosina, Sabatino detto Settimio, Serafina, Zaccaria. Dos días después, el 18, fueron transportados al campo de exterminio de Auschwitz, en el convoy de FF.CC. N.º 2, arribando a la formación ferroviaria, el 23 de octubre; no sobrevivió ninguno al holocausto, pues ese mismo día, fueron rapados, desnudados, gaseados e incinerados.

## Obra

### Capítulos de libros
- Romualdo Pirotta. 1903-1908. Flora Della Colonia Eritrea, parte 1. Ed. Tip. E. Voghera, Roma. 502 p. ISBN 1246450828, ISBN 978-1246450828[11] 1-464

## Eponimia
- (Asclepiadaceae) Caralluma dicapuae (Chiov.) Chiov.[12]
- (Asclepiadaceae) Spathulopetalum dicapuae Chiov.[13]